# جون أوين دونالدسون
جون أوين دونالدسون (بالإنجليزية: John Donaldson)‏ هو طيار بطل أمريكي، ولد في 14 أبريل 1897 في فورت ييتس في الولايات المتحدة، وتوفي في 7 سبتمبر 1930 في فيلادلفيا في الولايات المتحدة.